# Giulio Carlo Fagnano dei Toschi

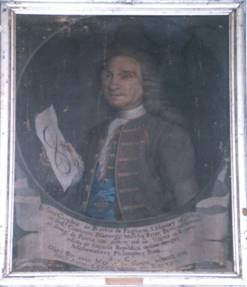
Porträt
von Giulio Carlo Fagnano dei Toschi

Giulio Carlo Fagnano dei Toschi (* 6. Dezember 1682 in Senigallia; † 26. September 1766 ebenda) war ein italienischer Mathematiker, der für seine Arbeiten über elliptische Integrale bekannt ist.

## Leben und Wirken

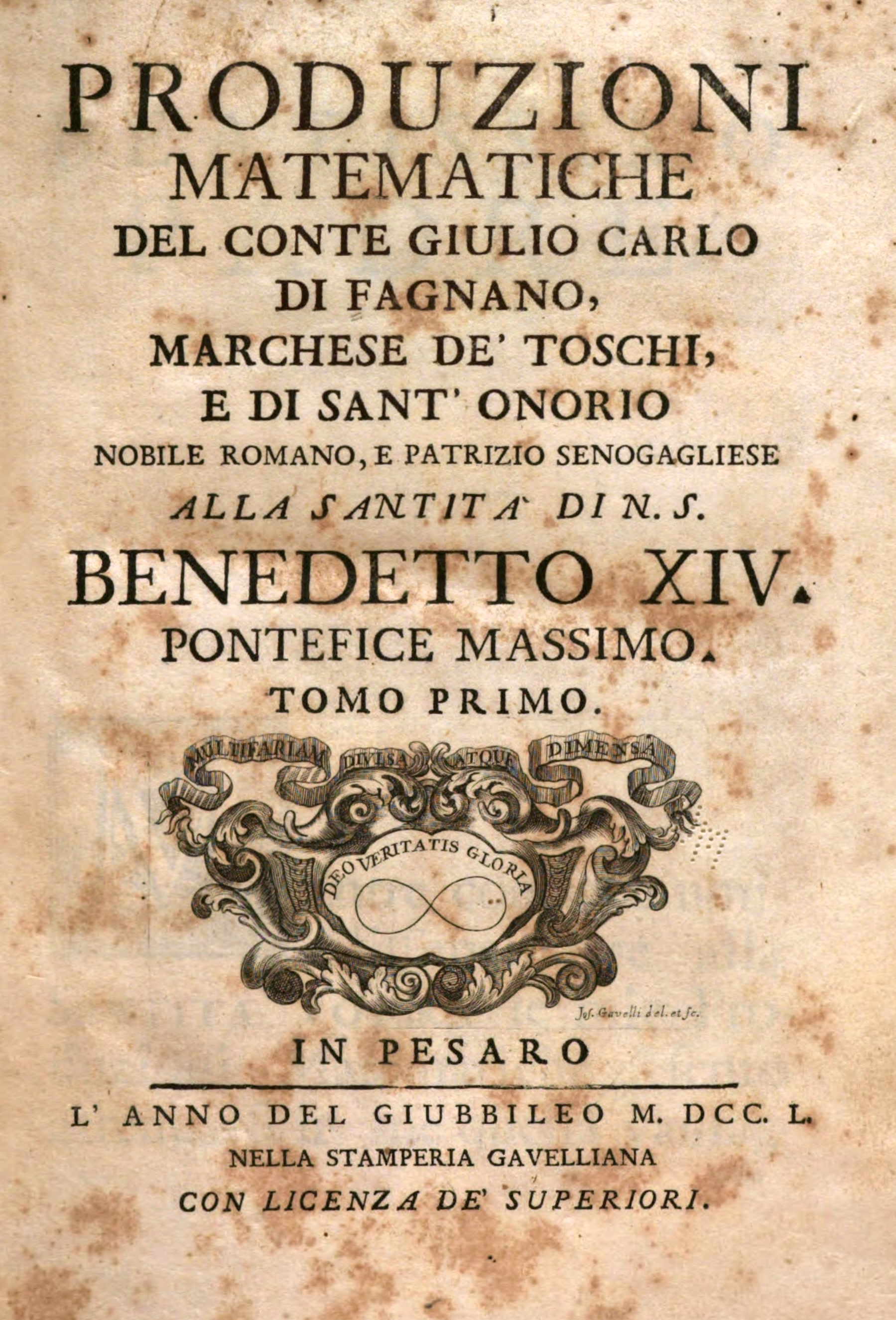
Produzioni matematiche, 1750

Fagnano wurde in eine der führenden Familien seiner Heimatstadt, die damals zum Kirchenstaat gehörte, geboren. Fagnano war frühbegabt und schrieb schon mit zehn Jahren Gedichte. Mit vierzehn wurde er auf das Collegio Clementino in Rom geschickt, wo er drei Jahre blieb und vor allem Theologie und Philosophie studierte, die Mathematik dagegen mied, obwohl sein mathematisches Talent seinem dortigen Lehrer Domenico Quateroni (um 1660–1735) aufgefallen war. Er wurde Ratsbeamter und 1723 Gonfaloniere. Mathematik betrieb er als Zeitvertreib. Außerdem war er Konsul des Königs von Spanien und Sizilien in Senigallia.
Auf der Schule studierte er auch die Werke von Nicolas Malebranche, mit dem er danach korrespondierte, unter anderem über die Transsubstantiation. Nachdem er De la recherche de la vérité von Malebranche gelesen hatte, erkannte er die Bedeutung der Mathematik und wandte sich in reiferem Alter intensiv mathematischen Studien zu. Obwohl er relativ isoliert war, erreichte er bald bemerkenswerte Fortschritte, so dass er sich ganz von der Philosophie abwandte.
Fagnano schrieb ein Buch über Dreiecksgeometrie, das ihn bekannt machte. Heute ist er vor allem für seine Arbeiten über die Lemniskatenteilung im Rahmen der Bestimmung der Bogenlänge der Lemniskate bekannt. Seine Veröffentlichung darüber 1750 in seinen zweibändigen Produzioni matematiche regten Leonhard Euler an, sich mit elliptischen Integralen zu beschäftigen (er sollte die Gesammelten Werke von Fagnano durchgehen, da vorgeschlagen wurde, ihn in die Berliner Akademie der Wissenschaften aufzunehmen). Euler verallgemeinerte die Verdopplungsformel von Fagnano zu seinen Additionsformeln für elliptische Integrale. Fagnano bewies auch, dass die {\displaystyle n}-Teilungspunkte der Lemniskate mit Zirkel und Lineal konstruiert werden können, falls {\displaystyle n} eine Potenz von 2 oder das Produkt einer Potenz von 2 mit den Zahlen 3 oder 5 ist. Die Arbeit über die Lemniskate und Eulers dadurch angeregte Arbeiten (1751) waren nach Carl Gustav Jacobi die Geburtsstunde der Theorie Elliptischer Integrale.
Fagnano war zu seiner Zeit ein bekannter europäischer Mathematiker, der auch in Prioritätsstreitigkeiten mit Nikolaus I Bernoulli verwickelt war (um ein Problem, das Brook Taylor gestellt hatte, und für das beide Lösungen veröffentlichten).
Fagnano fand auch die Formel:
{\displaystyle \pi =2i\ln {1-i \over 1+i}\!\,,}
die aus heutiger Sicht eine einfache Folge der geometrischen Interpretation der komplexen Zahlen ist.
1721 wurde Giulio Carlo Fagnano dei Toschi zum Grafen ernannt und 1723 in die Royal Society aufgenommen. Er war auch Mitglied der Berliner Akademie der Wissenschaften und sollte in die französische Akademie aufgenommen werden, starb aber vorher. 1745 wurde er Marquis von St. Onofrio.
1743 wurde er als Gutachter zur Beurteilung der Standfestigkeit der Kuppel des Petersdoms hinzugezogen, wie auch Ruger Boscovich, Thomas Le Seur und andere damals bekannte Mathematiker. Das zeigte seinen damaligen Ruf auch als Ingenieur. Papst Benedikt XIV. gab die Veröffentlichung seiner Gesammelten Werke in Auftrag, die 1750 erschienen. Er war eine humorvolle, joviale Persönlichkeit. Fagnano litt an Nierensteinen und wurde in der Kirche St. Maria Magdalena in Senigallia begraben. Seine Grabinschrift beginnt Veritas Deo {\displaystyle \infty } gloria. Es gibt ein Porträt als Ölgemälde im Rathaus von Senigallia, in der er eine Zeichnung einer Lemniskate in seiner Hand hält.
Er war mit Francesca Sassofrato verheiratet, mit der er sechs Töchter und sechs Söhne hatte. Nur vier seiner Kinder überlebten ihn. Sein Sohn Giovanni Fagnano (* 31. Januar 1715; † 14. Mai 1797) wurde ebenfalls als Mathematiker bekannt. Er war Priester und Erzdiakon an der Kathedrale von Senigallia.

## Schriften
- Giulio Carlo di Fagnano: Produzioni matematiche. 2 Bände (Band 1, Band 2). Pesaro 1750.